# Ornebius formosanus
Ornebius formosanus är en insektsart som först beskrevs av Tokuichi Shiraki 1911.  Ornebius formosanus ingår i släktet Ornebius och familjen Mogoplistidae. Inga underarter finns listade i Catalogue of Life.